# Caphornia nigrolineata
Caphornia nigrolineata is een vlinder uit de familie van de uilen (Noctuidae). De wetenschappelijke naam van de soort is voor het eerst geldig gepubliceerd in 1989 door Jana-Saenz.